# Long Sandall
Long Sandall är en ort i unparished area Doncaster, i distriktet Doncaster, i grevskapet South Yorkshire, i England. Long Sandall var en civil parish 1866–1886 när blev den en del av Kirk Sandall. Civil parish hade 126 invånare år 1881. Byn nämndes i Domedagsboken (Domesday Book) år 1086, och kallades då Sandala/Sandale/Sandalie/Sandela.